# 311
سنة 311 م (بالأرقام الرومانية: CCCXI) كانت سنة بسيطة تبدأ يوم الإثنين (الرابط يظهر نموذج الجدول الزمني الكامل للسنة) من التقويم اليولياني. بدأت تسمية السنة ب311 منذ العصور الوسطى المبكرة، عندما أصبح تقويم أنو دوميني هو الأسلوب السائد في أوروبا لتسمية السنوات.

## وفيات
- بطرس الأول (بابا الإسكندرية) قس مصري
- ديوكلتيانوس إمبراطور روماني
- غاليريوس